# Melilotus albus
Бели кокотац (Melilotus albus) или медена детелина се сврстава у породицу махунарки (Fabaceae) и може бити једногодишња или двогодишња биљка. Латински назив рода Melilotus потиче од грчких речи meli што значи мед и lotos што значи лотус. Њен назив говори о самој користи у исхрани јер је у питању  веома значајна медоносна биљка са великим извором нектара. Сам нектар као и импозантни цветови привлаче многобројне инсекте као нпр. пчеле  које опрашују саму биљку. У народу је позната и као бела медена детелина или ждраљевина.

## Опис
Стабљика је шупља, веома разграната, усправна и може достићи до 150 цм висине. Оно што ову биљку адаптира на сушна станишта јесте добро развијен корен који је поприлично дебео и дубок и до 2 метра. Листови су трочлани, састављени од малих дугуљастих и елиптичних листића који се налазе на петељкама и имају назубљене ивице. Спада у хермафродитне врсте тј. поседује и прашнике и тучак. Цветови су им бели, зигоморфне симетрије, дуги 4-5 мм. Од 40 до 80 цветова чине густо сабијене усправне гроздасте цвасти које се налазе у пазуху листа. Плод је сужена махуна тамносмеђе боје. Дужина плода износи 3-5 мм, површина махуне је наборана, а  унутар самог плода се налази велики број семена. Једна биљка може годишње да произведе око 550 семена. Период цветања траје од јула до септембра.

## Станиште и распрострањеност
Ова биљка се првобитно користила као баластно тло једрењака за време златног доба балтичке трговине дрветом  у 19. веку јер је припомагала у одржавању равнотеже пловилима током враћања без терета, а уз саму биљку и семена важан фактор је имала и земља. Данас, она представља велике културне средине и знаменитости на просторима јужне и централне Финске.  Убрзаном урбанизацијом, изградњом путева и приградских насеља, упоредно са тим дошло је до  ширења и саме врсте на друга подручја, а то се дешава и у новије време. Данас настањује већи део Европе и неке делове Азије. Лако је прилагодљива биљка широком спектру климатолошких и едафских услова. Станишта која насељава  су обично реке, језера, њиве, запуштени предели, пруге, луке итд. Фаворизује тло које омогућује одвод воде умереном брзином без стварања локви тј. дренирано тло, међутим прилагодила се и песковитој и глиненој подлози. Претежно је биљка сушних подручја, не подноси сенку, прилагођена pH вредност тла је неутрала или базна јер слабо опстаје на киселим земљиштима. 

## Сродне врсте
Слична врста белом кокотцу је жути кокотац (Меlilotus officinalis). Уочљива разлика јесте боја цвета по којој су и добиле назив. Такође жути кокотац цвета две недеље пре белог. 

## Употреба
Бела медена детелина има вишеструку употребу у разним сегментима свакодневног живота. За потребе исхране сакупљају се млади изданци, семенке и листови пре цветања. Kористе се за кувана јела, салате, зачине, арому и др. Огромна хранљивост се огледа у присуству велике количине протеина. Уље које се добија из семена се користи за боје, лакове итд. Користи се као крмно биље. У медицинске сврхе интерно се користе осушени листови као средство за згрушњавање крви због тога што садржи кумарин, али ако се неконтролисано конзумира постоји могућност да дође до тровања. Суви цветови се користе у виду масти за чиреве. За потребе пољопривреде улази у састав неких ђубрива и одржава стање усева.

## Значај
Бели кокотац је веома значајна медоносна биљка јер је повезана са другим животињама као што су на пример пчеле које праве мед уз помоћ богатог нектара и разносе полен који припомаже у размножавању биљке. Мед је жућкасте боје и брзо се кристалише. Пчеле нису једини организми који посећују ову врсту јер својим мирисом и изгледом привлачи чак и дивље животиње.